# York Assembly Rooms

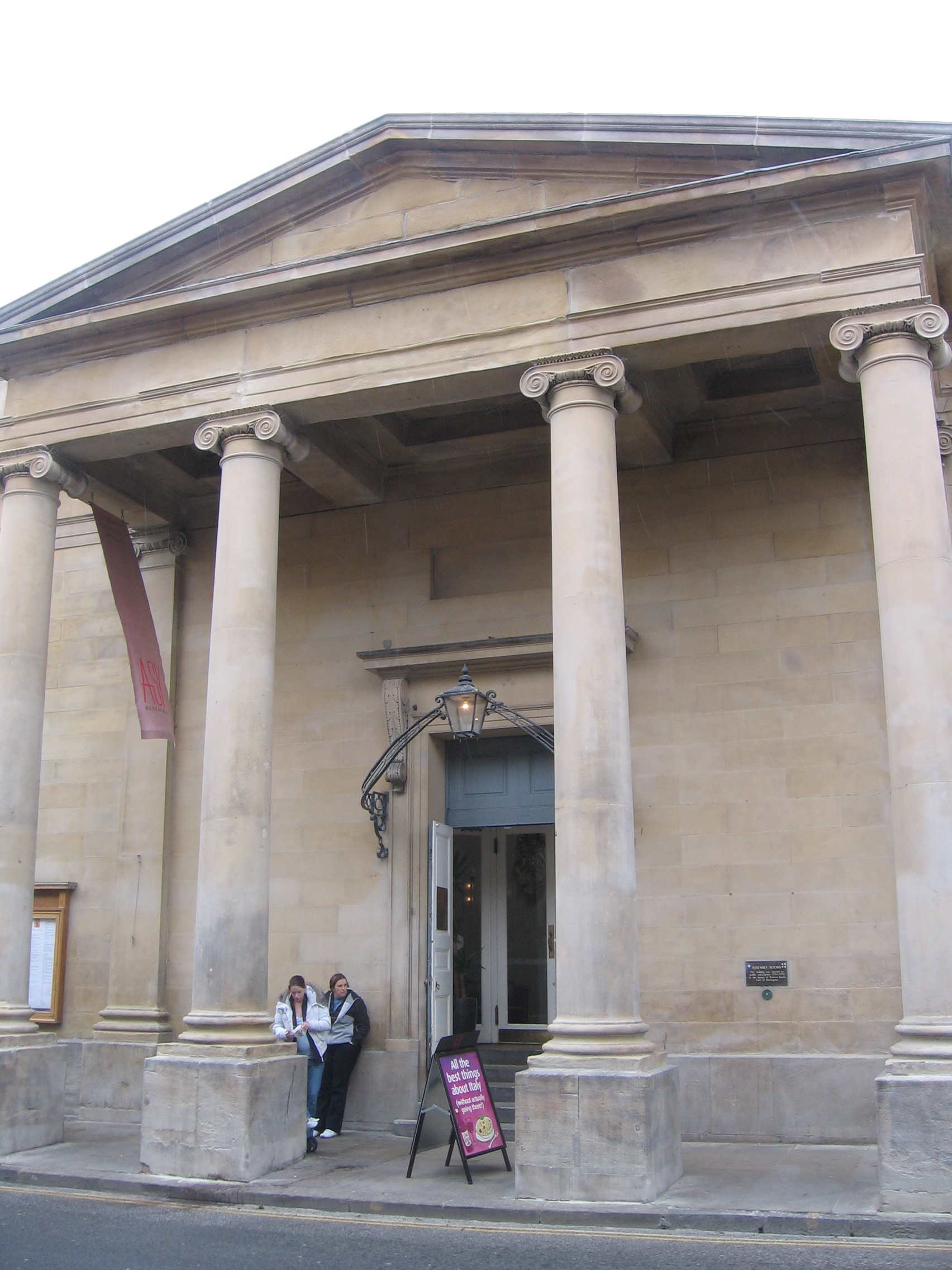
Facciata dell'edificio

La York Assembly Rooms è un edificio situato a York in Blake Street, progettato da Lord Burlington, costruito nel 1731-32  e utilizzato come spazio pubblico per riunioni e feste. Emula la sala egizia conosciuta attraverso i disegni di Palladio che a sua volta ne aveva dedotto le forme dai libri di Vitruvio. Segue la tipologia della basilica romana (colonnato e cleristorio).